# 東貝吉爾
35°47′27″N 7°43′04″E / 35.790804°N 7.717896°E
東貝吉爾（阿拉伯语：‎），是阿爾及利亞的城鎮，位於該國東北部烏姆布瓦吉省，由邁斯基亞納區負責管轄，面積115平方公里，2008年人口1,904，人口密度每平方公里17人。